# روب بايك
روب بايك (بالإنجليزية: Rob Pike)‏ هو مبرمج حاسوب كندي ومؤلف. كان أحد أعضاء فريق يونكس في مختبرات بل وشارك في إنشاء نظام التشغيل بلان 9، ونظام التشغيل اینفرنو، وكذلك لغة البرمجة ليمبو.
طوال سنوات برمج روب العديد من محررات النصوص، من بينها: أكمي، سام.
كما شارك في تأليف كتاب «ممارسة البرمجة» مع بريان كيرنيغان، وكتاب «بيئة يونكس البرمجية» مع كين تومسن، وساهم في إنشاء ترميز يو تي إف 8.
بايك متزوج من رينيه فرنش، وهو يعمل حاليا لدى شركة جوجل، حيث إنخرط في إنشاء لغتي البرمجة غو وسوزل.

## وصلات خارجية
- صفحته الرئيسية